# John C. Waldron

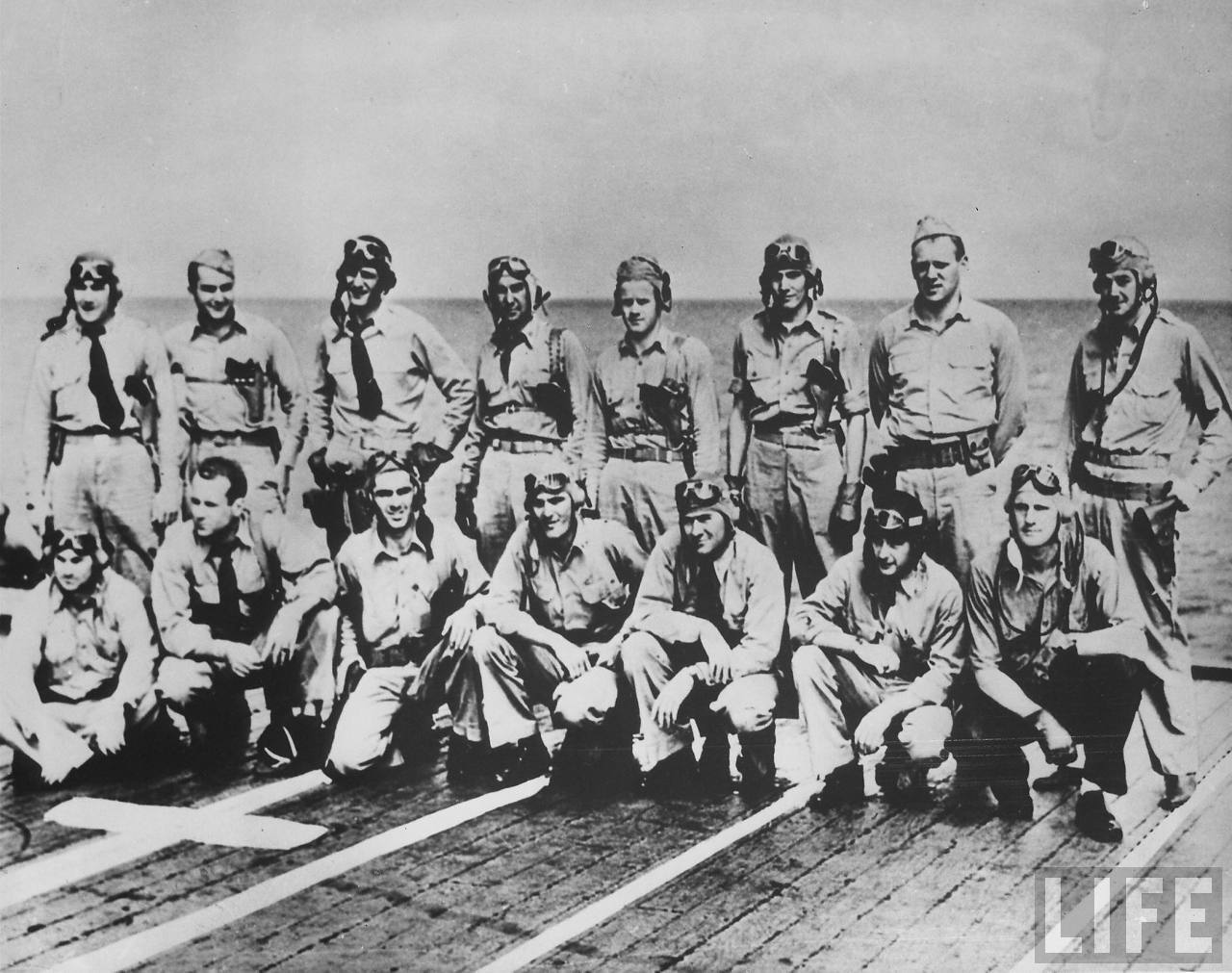
John C.Waldron (fila de pie -tercero de izquierda a derecha) y resto del grupo VT-8

John Charles Waldron (Fort Pierre, Dakota del Sur, Estados Unidos; 24 de junio de 1900 - afueras de Midway, 4 de junio de 1942) fue un piloto aeronaval y capitán de corbeta de la Armada de los Estados Unidos, comandante del grupo de combate VT-8 compuesto por 15 TBD Devastator  del USS Hornet (CV-8) durante la Segunda Guerra Mundial.  Waldron y casi la totalidad de su grupo de combate perecieron en la primera fase de la Batalla de Midway.

## Biografía
John Charles Waldron nació en Fort Pierre, Dakota del Sur, era hijo de una típica familia granjera norteamericana descendientes de renombrados miembros de la sociedad colonialista americana y entremezclada con indios Sioux. Ingresó a la Academia Naval de Dakota en 1920 como postulante a guardiamarina y en 1924 fue asignado al USS Seattle (CA-11) con el grado de alférez para luego pasar a la Academia Aeronaval de Pensacola donde obtuvo sus alas como piloto aeronaval en 1927.  En 1928, es ascendido a teniente y recibe entrenamiento en aviones torpederos.
Entre 1929 a junio de 1931 sirve como instructor de vuelo en la Academia, hasta que se le asigna al grupo aéreo VS-B3 del USS Lexington (CV-2) para luego formar parte del grupo aéreo VF 3 USS Saratoga (CV-3) hasta junio de 1939, luego pasa a tierra como instructor de vuelo e inspector naval en la empresa Carl L. Norden, Inc.

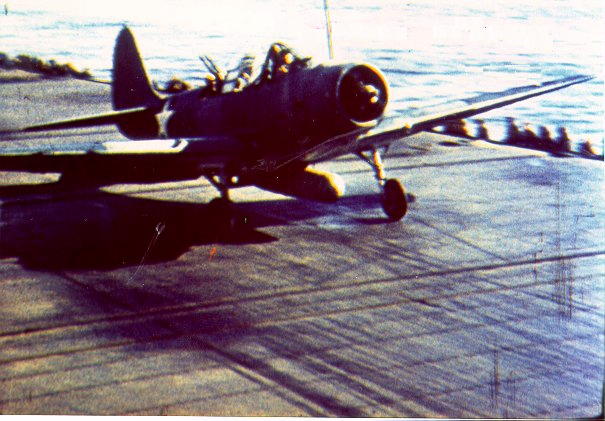
TBD Devastator VT8-1 del teniente John C.Waldron al momento de despegar el 4 de junio de 1942.

En julio de 1941 es asignado como comandante del grupo aéreo VT-8 compuesto por 15 TBD Devastator a bordo del nuevo USS Hornet (CV-8), 3 meses antes de su comisionamiento, donde realiza extenuantes ejercicios de tácticas torpederas.
Este portaviones no pudo intervenir en el ataque a Pearl Harbor por encontrarse en periodo de entrenamiento en las costas de Virginia, después del ataque, el entrenamiento se hizo más intenso.
En marzo de 1942, el grupo de Waldron es enviado a la Estación naval de Norfolk en Virginia para prácticas en tierra mientras su portaviones es empleado en la Incursión Doolittle en abril de 1942.  El USS Hornet recoge su grupo aéreo en la base naval de Alameda y es enviado a Pearl Harbor como refuerzo para la Batalla del Mar de Coral; sin embargo, no alcanzó a intervenir ya que las acciones ya habían concluido.
El USS Hornet es enviado a Pearl Harbor llegando el 26 de mayo, es aprovisionado rápidamente y enviado junto al USS Enterprise (CV-6)  para participar en la Batalla de Midway junto al USS Yorktown (CV-5) que se les une a medio camino.  Durante el viaje, Waldron arengó sus pilotos solicitándoles la mayor exigencia y sacrificio posible para destruir al enemigo.
El 4 de junio de 1942, la fuerza naval a cargo de Chuichi Nagumo es detectada a unos 150 km de Midway, los grupos aéreos se disponen a despegar, Waldron sostiene con el comandante operativo, Stanhope C. Ring una discusión acerca de la real posición del enemigo, el jefe operativo insistía en que la fuerza japonesa estaba ubicada hacía el suroeste de Midway, mientras que Waldron insiste que el enemigo está ubicado al noroeste.  Esta discusión tendría un efecto gravitante en la suerte del grupo aéreo, puesto que ya en el aire, Waldron se desiste del control aéreo operativo tomando la dirección Oeste-Noroeste.  Esto lo separa de los cazas de escolta que debían brindarle protección aérea que van en la dirección ordenada. 
Waldron efectivamente localiza a la fuerza de Nagumo hacia las 9 horas y se lanza al ataque en contra del Hiryu y el Kaga, Waldron presiona por un ataque frontal y duro,  los zeros de escolta se lanzan en pos de los lentos aviones americanos y son abatidos uno a uno, Waldron se lanza en medio del fuego de barrera antiaéreo, los cazas japoneses los persiguen sumergiéndose en su propia antiaérea,  Waldron es derribado antes de lograr colocarse a distancia de lanzar sus torpedos, los torpedos que alcanzan a ser lanzados no producen ningún impacto.  Todos son muertos en la acción menos el alférez George H. Gay Jr. quien es el único sobreviviente del grupo que ataca al Kaga.
Las últimas palabras de Waldron radiadas son:

me sumerjo en la antiaérea, mis dos aviones pareja son abatidos,… [silencio])

El almirante Nagumo llegaría a decir que:

Los americanos sacrificaron sus vidas como verdaderos samuráis.

El almirante Marc A. Mitscher indicó en su informe al almirante Nimitz:

En particular, este oficial al mando considera que la conducta de Escuadrilla de torpederos n°8, fue dirigida por un Jefe de Escuadrón indomable, es una de las exposiciones más destacadas de la valentía personal y gallardía que jamás ha llegado a su atención en los registros del pasado o del presente.

Las acciones del grupo de Waldron así como las del grupo aéreo VT-3 del USS Yorktown mandados por los capitanes de corbeta Maxwell Franklin Leslie y Lance E.Massey; y del grupo aéreo VT-6 del USS Enterprise mandados por el teniente de navío Eugene Lindsey casi coincidieron con sus ataques torpederos corriendo casi todos con la misma fatal suerte frente al abrumador fuego de la AA y los cazas enemigos, pero estas no fueron en vano, ya que atrajeron a la sombrilla defensiva de los portaviones japoneses a ras del mar y demoró el lanzamiento de sus aviones dejando despejada las alturas de donde provino el ataque del grupo VF-6 del USS Enterprise  mandado por Clarence Wade McClusky  que en tan solo 6 minutos decidió la batalla a favor de Estados Unidos bombardeando los 4 portaviones enemigos y hundiéndolos.
Por su sacrificio y valentía, se le concedió a Waldron la Cruz Naval (fueron concedidas 14 por todo el grupo) y una Citación presidencial.
Aunque su cuerpo nunca se encontró fue inhumado simbólicamente en el Cementerio de St. John's.
Un destructor de la US Navy, el USS Waldron (DD-699) fue bautizado en su nombre.